# Мурад Бей
Мурад-бей (1750 — 22 апреля 1801) — османский губернатор (каймакам) Египта (1784—1785), вождь египетских мамлюков, командующий конницей. Правил Египтом совместно с Ибрагим-беем.

## Биография
Родился в 1750 году на Кавказе. Национальное происхождение Мурада доподлинно не известно. Согласно общепринятой версии он был черкесом. Согласно еще одной версии он был армянином из Карабаха, кроме этого существует еще одна версия о его грузинском происхождении.
В юности Мурад был пленен турками и увезен с Кавказа.  В 1768 году он был продан мамлюкскому лидеру Мухаммад-бею Абу аль-Дахабу в Египет.
После смерти своего хозяина Мухаммад-бея (1735—1775), Мурад-бей стал командовать армией мамлюков, а его товарищ Ибрагим-бей руководил административными делами в Египте.
В 1784-1785 годах Ибрагим-бей и Мурад-бей официально занимали должности османских каймакамов (губернаторов) Египта. В дальнейшем Ибрагим-бей и Мурад-бей продолжали фактически управлять Египтом, но формально назначались новые османские губернаторы.
В 1786 году османский султан Абдул-Хамид I отправил в Египет капудан-пашу Джезаирли Гази Хасан-пашу, приказав ему отстранить от власти Ибрагим-бея и Мурад-бея. Джезаирли Гази Хасан-паша смог восстановить на краткое время османский контроль над Египтом. Исмаил-бей был назначен новым военным лидером мамлюков, а Шейх аль-Балад возглавил гражданское управление. Ибрагим-бей и Мурад-бей бежали в Южный Египет. В 1791 году они вернулись в Каир и вернули себе верховную власть.
В 1798 году после поражения от армии Наполеона в сражении у Пирамид, Мурад-бей бежал в Верхний Египет, где организовал недолгую партизанскую кампанию, подавленную Дезе в течение года.
В 1800 году Мурад-бей заключил мир с главнокомандующим французской армии Жан-Батистом Клебером, и согласился на командование гарнизоном в Каире, но умер от бубонной чумы на подъезде к нему.